# Mädchen hinter Gittern (1949)
Mädchen hinter Gittern ist ein deutsches Jugendfilmdrama aus dem Jahre 1949. Unter der Regie von Alfred Braun spielen Petra Peters und Richard Häussler die Hauptrollen.

## Handlung
Handlungsort ist das frühe Nachkriegsdeutschland. Unter dem Verdacht der Mittäterschaft an einem versuchten Raubmord wird Ursula Schumann, die für das Zuchthaus noch zu jung ist, in eine Fürsorgeanstalt für verwahrloste bzw. kriminell gewordene Mädchen und junge Frauen eingeliefert. Diese „Besserungsanstalt“ wird in zeitgemäß autoritärer Form und mit harter Hand von Irmgard Rechenberg geführt, von den zum Teil renitenten, bisweilen sogar regelrecht rebellischen Mädchen wird unbedingter Gehorsam erwartet. Ursula, die sich bezüglich der ihr zur Last gelegten Tat in Schweigen hüllt, hat in dieser neuen Umgebung beträchtliche Anpassungsschwierigkeiten, die durch das Verhalten der sie ablehnenden Mitgefangenen noch gefördert werden. Die Konflikte nehmen bald überhand. Im Zentrum der Handlung stehen vor allem die vielfältigen Interaktionen der Insassen untereinander, aber auch die Divergenzen zwischen den Mädchen und dem weiblichen Anstaltspersonal.
Als Ursula eines Tages vom Tod ihrer Mutter Frau Schumann erfährt, sieht sie sich nicht länger genötigt, über die ihr zur Last gelegte Tat zu schweigen. Sie erklärt die Zusammenhänge, und es stellt sich heraus, dass sie und ihre Mutter einst in die Hände eines skrupellosen Verbrechers namens Richard Halbes, dem damaligen Liebhaber ihrer Mutter, gerieten. Beide versuchten an dem feinsinnigen Kunsthändler Peter Breuhaus den Ursula unterstellten Raubmord zu verüben und mussten dafür ins Gefängnis, während Ursula ins Heim überstellt wurde, obwohl sie unmittelbar vor der Tat die Polizei über das geplante Verbrechen informierte. Damit nahm das Schicksal seinen Lauf. Nachdem nun alle Fakten offenliegen, wird Ursula entlassen und sie kehrt der Hölle hinter Gittern den Rücken. Endlich kann sie ein neues Leben an der Seite des liebgewonnenen Mannes, Herrn Breuhaus, beginnen.

## Produktionsnotizen
Mädchen hinter Gittern entstand zwischen dem 4. März und dem 21. April 1949 in den Filmstudios von Berlin-Tempelhof bzw. in Berlin (Außenaufnahmen). Der Film entstand während der Berliner Blockade, wurde am 14. August 1949 während der X. Internationalen Filmfestspiele von Venedig (11. August bis 1. September 1949) uraufgeführt und mit einem Ehren-Diplom ausgezeichnet. Deutscher Kinostart war am 15. November 1949 in Köln und Berlin. In Deutschland erhielt der Film von der FSK das Prädikat „künstlerisch wertvoll“. 
Conrad Flockner übernahm die Herstellungs- und Produktionsleitung. Willi A. Herrmann gestaltete die Filmbauten.
Die später sehr bekannte Ruth Hausmeister gab hier ihr Filmdebüt.
Der 1965 gedrehte CCC-Film Mädchen hinter Gittern ist kein Remake dieses Films.

## Kritiken
„Psychologisch-pädagogische Krimistudie mit dem Schwerpunkt auf Milieuschilderung und Charakterzeichnung.“

Die Online-Ausgabe von Cinema befand, bei dem Film handele es sich um eine „etwas zu pathetisch geratene Milieustudie“.
Klaus Kreimeier wiederum befand, Mädchen hinter Gittern „übernimmt in verflachter Form Motive aus dem bedeutenden Film MÄDCHEN IN UNIFORM“